# Libripens
Il libripens faceva parte delle magistrature minori dell'antica Roma. 
Suo compito era assistere alle compravendite; era dotato di bilancia e pesi (che servivano per quantificare il prezzo in denaro di un determinato prodotto) e di una verga, la festuca, che egli batteva sull'oggetto in questione per formalizzare il passaggio di proprietà, una volta avvenuta la compravendita. Il libripens (banchiere o cambiavalute) imparava a memoria le parole e i gesti necessari, a tal punto da suggerire ai soggetti coinvolti le parole da pronunciare. Erano dunque muniti di stadera (bilancia) e del raudusculum (pezzetto di bronzo).